# Klinik Blankenstein
Die Klinik Blankenstein, früher St. Elisabeth-Krankenhaus, ist ein Spezial-Krankenhaus  in Hattingen-Blankenstein. Die Klinik steht in der Trägerschaft des Katholischen Klinikums Bochum.

## Geschichte
Im Jahre 1884 wurde die erste Heilanstalt zur Hl. Elisabeth von Schwestern des Ordens der Armen Franziskanerinnen in der Vidumerstraße in Blankenstein gegründet. Nachdem sich die Anstalt bald als zu klein erwies, wurde bereits 1899 das "neue" Elisabeth-Krankenhaus eröffnet. Im Jahre 1914 wurde eine Liegehalle zur Klimatherapie vom „Verein der Genesenden“ im Krankenhaus eingerichtet.
Zwischen 1966 und 1989 wurden mehrere Erweiterungsbauten errichtet, u. a. ein OP-, Funktions- und Ambulanztrakt und ein modernes Bettenhaus. Um Verwechslungen mit dem St. Elisabeth-Krankenhaus in Hattingen-Niederwenigern zu vermeiden wurde die Klinik im Jahre 1996 in Klinik Blankenstein umbenannt. 1997 wurde die Modellabteilung für Naturheilkunde eröffnet, die Klinik Blankenstein wurde erste Modellklinik in Nordrhein-Westfalen mit dem Prinzip "Klassische Naturheilverfahren und klassische Schulmedizin unter einem Dach". Im Jahre 2002 wurde die Mehrheit des Stammkapitals auf das Katholische Klinikum Bochum übertragen.
Zwischen 2013 und 2017 wurde die Klinik grundlegend umgebaut und das medizinische Leistungsangebot neu ausgerichtet. Im Zuge dieser Umgestaltungsmaßnahmen wurde der Wandel von einem Haus der Grundversorgung zu einer Spezialklinik vollzogen, die besondere Fachgebiete mit überregionalem Einzugsgebiet vorhält.
Im Jahre 2021 wurde die bisherige Diabetologie zur Sektion Diabetologie, Endokrinologie und Stoffwechsel erweitert. In der Folge wurden im Frühjahr 2022 eine endokrinologische Ambulanz und das Zentrum für Diabetestechnologie des Katholischen Klinikums Bochum eröffnet.

## Einrichtung
Zu den Schwerpunkten gehört die Naturheilkunde, eine von nur sieben Kliniken bundesweit, in denen eine stationäre naturheilkundliche Komplexbehandlung möglich ist. Hinzu kommen Schmerztherapie,  Rheumatologie, Endokrinologie, Stoffwechselmedizin, spezielle Diabetologie sowie die ambulante Gastroenterologie. Im Jahr 2018 wurden rd. 3500 Patienten stationär und rd. 5000 ambulant behandelt. Beschäftigt werden über 200 Mitarbeiter.

### Fachabteilungen
- Chirurgie (Orthopädische Schmerztherapie)
- Schmerzambulanz
- Naturheilkunde
- Rheumatologie
- Diabetologie, Endokrinologie und Stoffwechsel
  - Diabetes-Zentrum Bochum/Hattingen
  - Zentrum für Seltene Endokrine Erkrankungen
  - Zentrum für Diabetestechnologie (ZDT)
- Ambulante Gastroenterologie

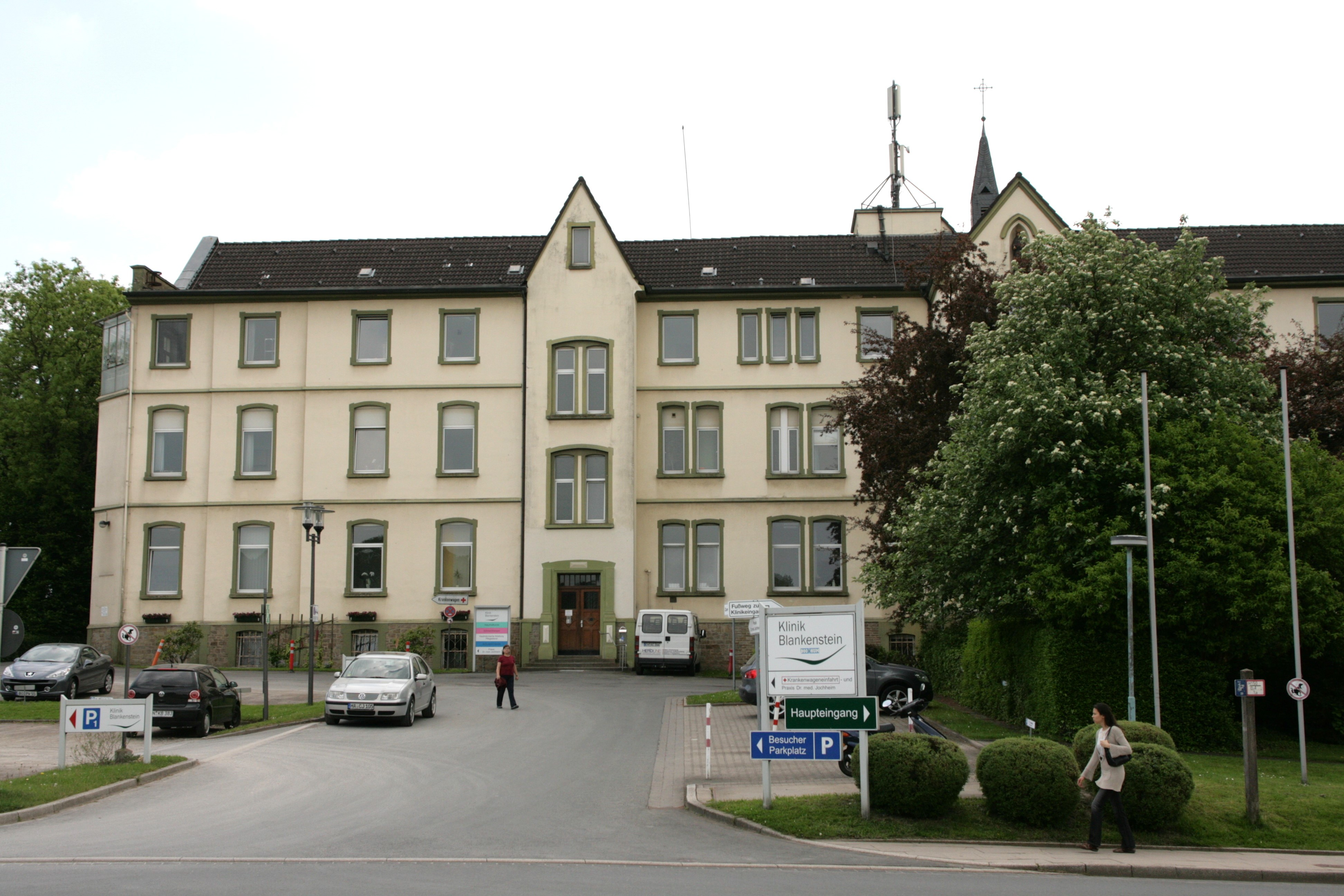
Haus C
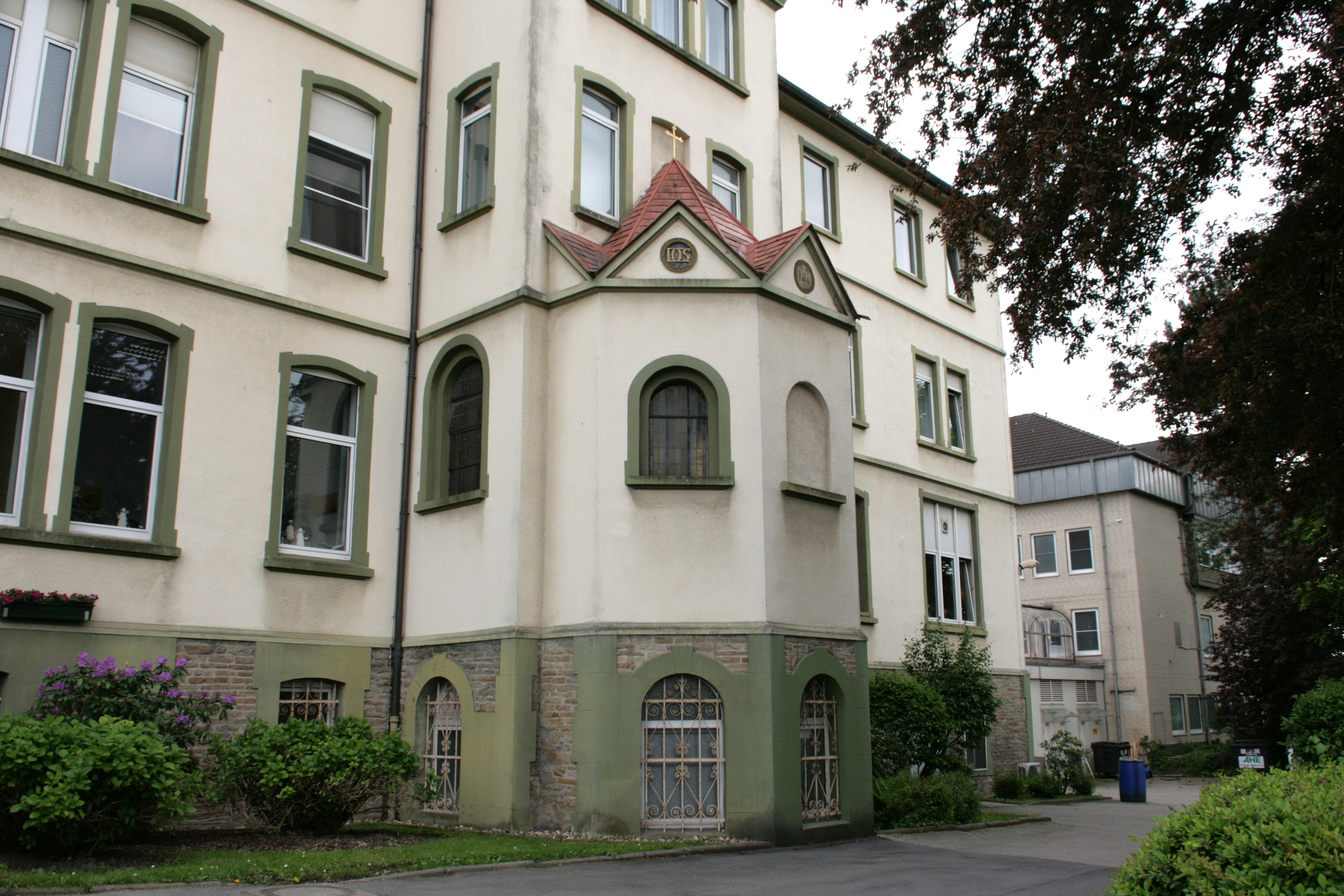
Haus C
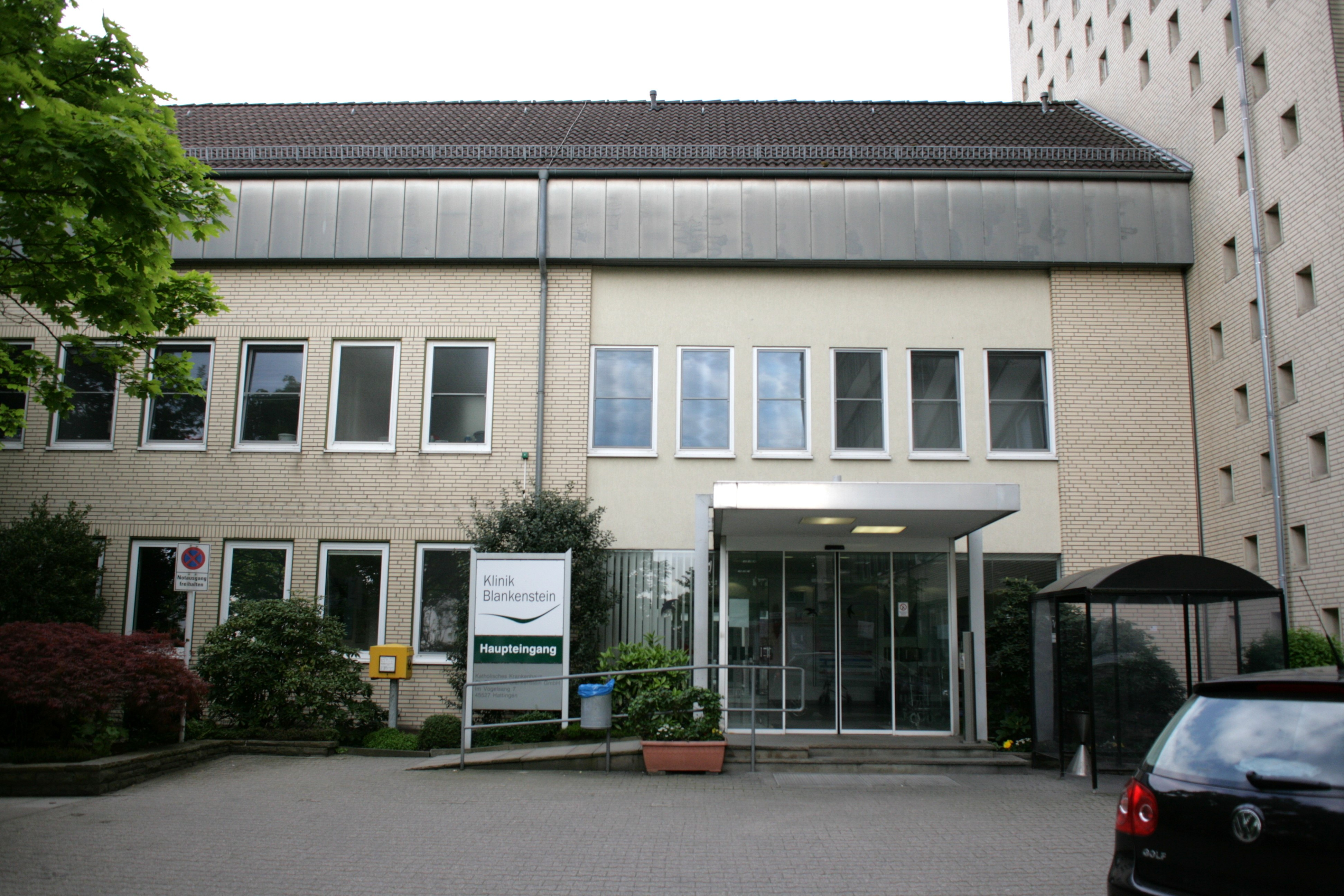
Haus B
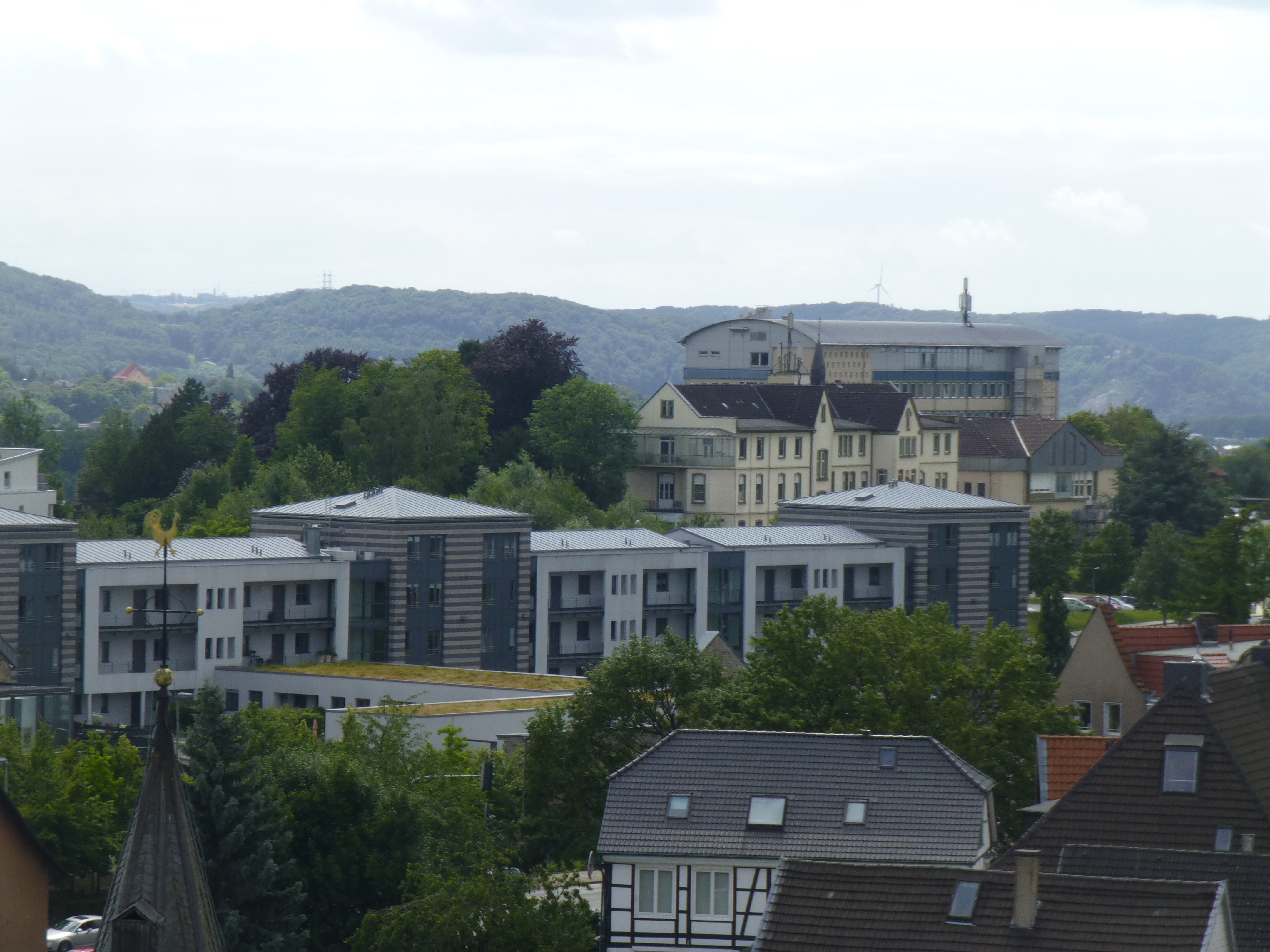
Blick auf die Klinik von der Burg Blankenstein
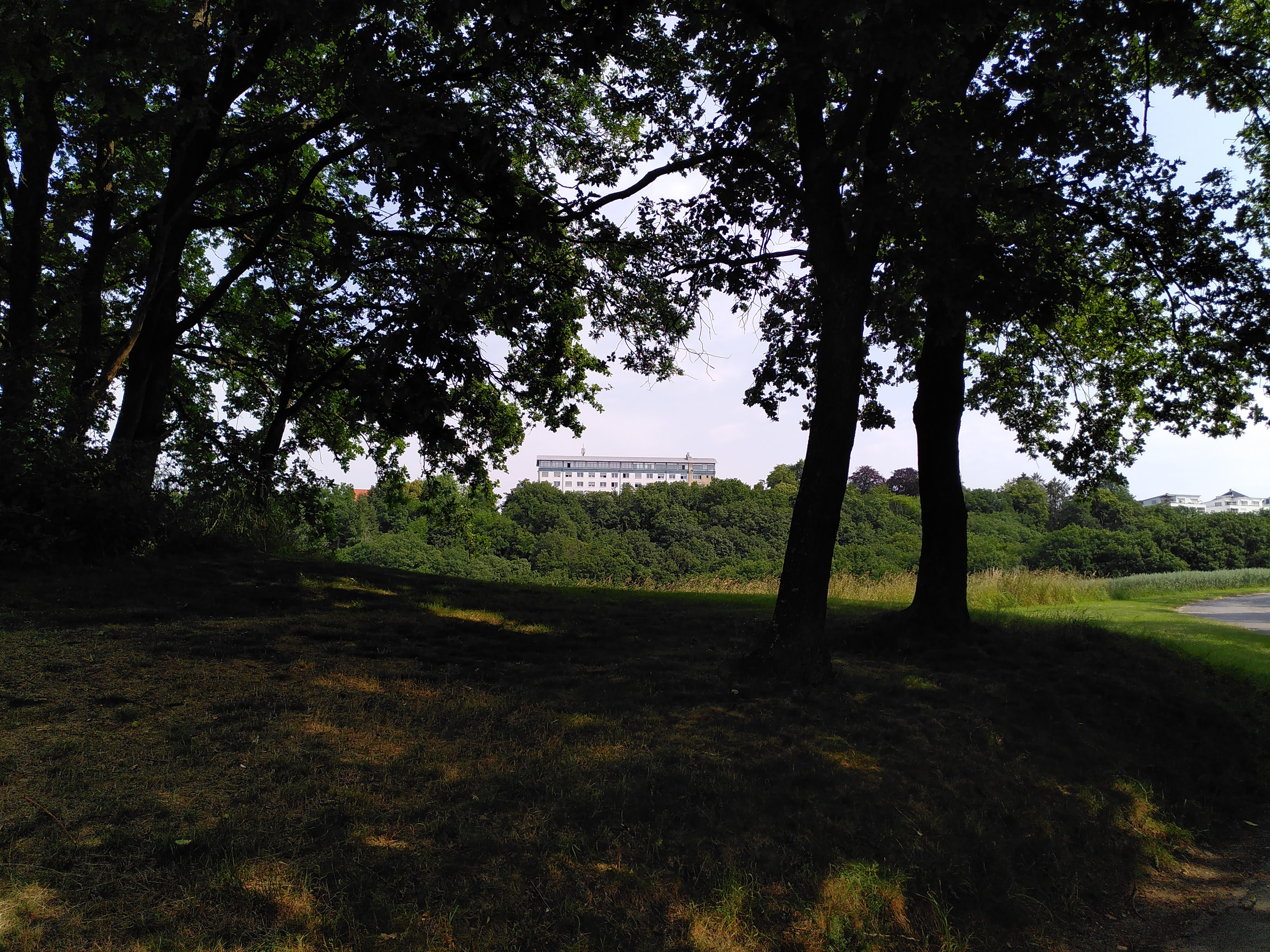
Blick auf Haus A vom Naturschutzgebiet Maasbecke aus